# Emirato del Caucaso

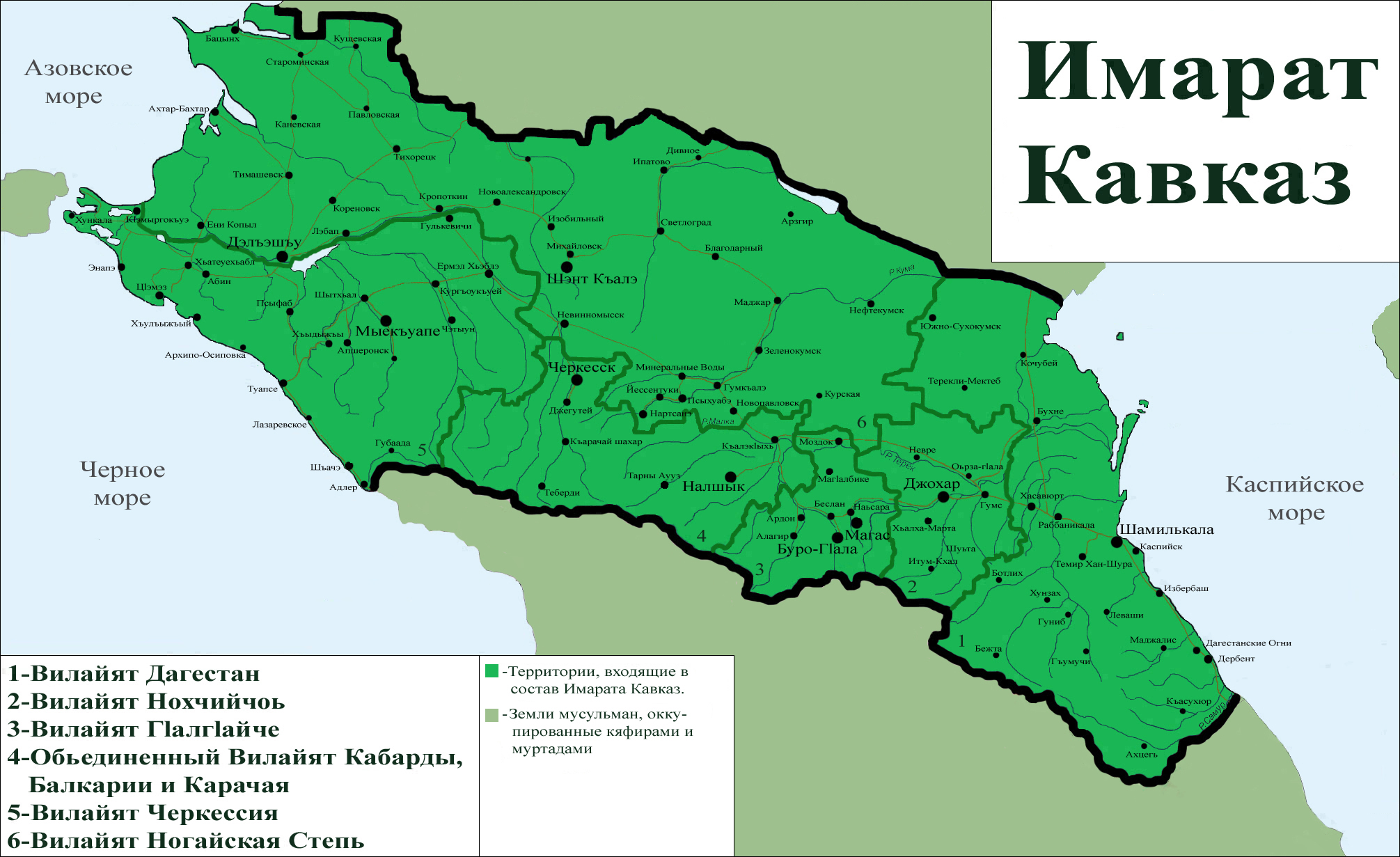
Aree reclamate dall'Emirato del Caucaso

L'Emirato del Caucaso (in ceceno: Имарат Кавказ, Imarat Kavkaz; in russo Кавказский Эмират?, Kavkazskij Ėmirat), anche noto come emirato caucasico, è stata un'entità statale virtuale autoproclamata, parziale successore della Repubblica cecena di Ichkeria, la cui costituzione è stata annunciata il 31 ottobre 2007 da Dokka Umarov, ex presidente dell'Ichkeria, e primo emiro in carica del nuovo Stato. Il braccio militare è rappresentato dal Fronte Caucasico.
Umarov registrò un messaggio col quale dichiarava le proprie dimissioni in caso di sua scomparsa, il cui accertamento era stato valutato dallo STRATFOR prima della sparizione prematura di Ugodov, considerato da alcuni un agente del servizio segreto russo Federal'naja služba bezopasnosti. Il video dichiarava come successore, Aslambek Vadalov. Qualche tempo dopo, Umarov replicò al video spiegando di non aver mai annunciato di lasciare il potere del governo.
L'Emirato del Caucaso ha cessato di esistere nel 2016.

## Proclamazione
Il 31 ottobre 2006 l'agenzia di informazione separatista Chechenpress riportò che il presidente della Repubblica cecena di Ichkeria Dokka Umarov aveva proclamato un emirato nel Caucaso con se stesso alla guida di esso, ponendo termine in tal modo alla Repubblica cecena di Ichkeria.
La dichiarazione dell'Emirato Caucasico fu condannata da Akhmed Zakaev, ministro degli affari esteri sotto il governo di Umarov; Zakaev, che vive in esilio a Londra, invitò tutti i combattenti separatisti ceceni e i politici ad appoggiare il suo governo in esilio per rendere nullo il potere di Umarov nella regione. Zakaev espresse inoltre preoccupazioni circa l'idoneità di Umarov come capo, visto che aveva ceduto alle pressioni dei "provocatori" e commesso un "crimine" che avrebbe minato alla legittimità della Repubblica di Ichkeria. Umarov spiegò che non sarebbe stata necessaria nessuna sanzione da parte del Majlis-ul-Shura (il consiglio dei comandanti dei ribelli) o di chiunque altro, perché la creazione dell'Emirato, era "suo dovere da musulmano" in quanto utile alla realizzazione di uno Stato islamico "come richiesto dalla Sharia".
Anzor Astemirov, un ribelle di primo piano della Repubblica di Cabardino-Balcaria (KBR), si accreditò l'idea della realizzazione dell'Emirato. Egli spiegò d'aver tentato di persuadere il comandante dei ribelli ceceni Samil' Basaev già nel 2005 a Nal'čik, ma l'uomo declinò la proposta, facendo anzi giurare ai suoi uomini fedeltà al presidente ceceno Abdul-Chalim Sadulaev in risposta al contributo delle forze cecene negli attacchi di Nal'čik del 2005.

## Struttura
In accordo con i dati strutturali emessi dal governo autoeletto, l'Emirato del Caucaso è suddiviso in varie province, chiamate wilayah:
- Vilayat Noxçiyçö (Cecenia)
- Vilayat Ġalġayçö (Inguscezia e Ossezia del Nord)
- Vilayat Cherkessia
- Vilayat Daghestan
- Comune di Vilayat di Kabarda, Balkar (Cabardino-Balcaria) e Karachay (vasta area di Karačaj-Circassia)
- Steppa di Vilayat Nogay (aree abitate da Nogai nel territorio di Stavropol')

Comunque, secondo Umarov, le centrali dei combattenti ribelli a lui fedeli «vanno dall'Azerbaigian all'Abcasia».

## Relazioni estere

### La mancata dichiarazione di guerra all'Occidente
Nella stessa dichiarazione in cui Umarov proclamava la nascita dell'Emirato del Caucaso, egli descriveva gli Stati Uniti, la Gran Bretagna e Israele come nemici dei musulmani. Il 20 novembre 2007, Anzor Astemirov, capo della Yarmuk Jamaat, ha detto che «anche se noi volessimo minacciare ogni giorno l'America e l'Europa, è chiaro a chiunque capisca qualcosa di politica che noi non abbiamo nessun conflitto di interessi [con l'Occidente]. Chi sta alla Casa Bianca sa benissimo che non siamo ostili all'America in questo momento.» In questa dichiarazione Astemirov non solo nega la minaccia caucasica nei confronti dell'Occidente, ma chiede anche aiuto agli Stati Uniti contro l'«aggressione russa».
L'8 agosto 2008, in seguito al conflitto tra Georgia e Russia, Movladi Udugov ha detto che «né Tbilisi né Washington ci hanno per ora fatto richieste o offerte» per unirci alle Forze armate georgiane nella battaglia contro quelle russe. Udugov ha anche detto: «Però posso sinceramente dire che il comando dell'Emirato del Caucaso guarda con grande interesse agli sviluppi della situazione.»

## Lista di Emiri dell'Emirato del Caucaso
| Emiri dell'Emirato del Caucaso | Emiri dell'Emirato del Caucaso | Emiri dell'Emirato del Caucaso    | Emiri dell'Emirato del Caucaso |
| Ordine                         | Nome                           | Durata                            |                                |
| ------------------------------ | ------------------------------ | --------------------------------- | ------------------------------ |
| 1                              | Dokka Umarov                   | 31 ottobre 2007 - 1º agosto 2010  |                                |
| 2                              | Aslambek Vadalov               | 1º agosto – 3 agosto              |                                |
| (1)                            | Dokka Umarov                   | 3 agosto 2010 - 7 settembre 2013  |                                |
| 3                              | Aliaskhab Kebekov              | 7 settembre 2013 - 19 aprile 2015 |                                |
| 4                              | Magomed Suleimanov             | 2 luglio - 11 agosto 2015         |                                |
| 5                              | Zalim Shebzukhov               | 11 agosto 2015 - 17 agosto 2016   |                                |

*Nota: C'è stata confusione riguardo a chi fosse Emiro, quando Umarov in un secondo video negò ciò che aveva detto giorni prima circa il suo abbandono del governo.